# Frygtens Dal
Frygtens Dal (engelsk: The Vally of Fear) er en den fjerde og sidste Sherlock Holmes-roman af Arthur Conan Doyle. Den er baseret på et ang
Den er baseret på de angiveligt virkelige bedrifter af Molly Maguires og Pinkerton agenten James McParland. Historien blev først udgivet i Strand Magazine mellem september 1914 og maj 1915 og den første bog udgave blev udgivet i 1914 af George H. Doran Company i New York den 27. februar 1915. den er illustreret af Arthur I. Keller.
| Bog | Spire Denne artikel om bøger og tidsskrifter er en spire som bør udbygges. Du er velkommen til at hjælpe Wikipedia ved at udvide den. |